# Kings Bay
Kings Bay AS — государственное предприятие, располагающееся на полярном архипелаге Шпицберген и осуществляющее свою деятельность в посёлке Ню-Олесунн — самом северном посёлке на планете. Компания обеспечивает посёлок необходимой инфраструктурой, такой как транспортная инфраструктура (включая аэропорт Ню-Олесунна), осуществляет сделки с недвижимостью, обеспечивает посёлок инженерными сетями, а также предоставляет услуги кейтеринга. 
Kings Bay является владельцем компании Bjørnøen, владеющей землями и постройками на острове Медвежий. В летний период Kings Bay принимает и отправляет пассажирские круизные суда.
Компания была основана в 1916 году с целью разработок угольных месторождений архипелага Шпицберген. В 1933 году компания была национализирована. В 1963 году кризис на шахте Ню-Олесунна и в угольной промышленности Норвегии в целом прославил компанию благодаря Делу «Kings Bay», которое оказало влияние на политическую систему Норвегии. Впоследствии компания переквалифицировалась и создала научно-исследовательский центр в Ню-Олесунне.